# Frisa
Frisa es una localidad de 1.940 habitantes en la provincia de Chieti.

## Evolución demográfica
| Gráfica de evolución demográfica de Frisa entre 1861 y 2001 |
|                                                             |
| Fuente ISTAT - elaboración gráfica de Wikipedia             |

- Datos: Q51228
- Multimedia: Frisa / Q51228

1. ↑  Worldpostalcodes.org, código postal n.º 66030.
2. ↑  «Codici Catastali». Comuni-italiani.it (en italiano). Consultado el 29 de abril de 2017.